# Dům čp. 715/II Palackého ulice
Nárožní dům čp.715/II Palackého ulice je novorenesanční nájemní a obchodní dům čp. 715/II na Novém Městě v Praze 1. Má dva vchody, na nároží Palackého ulice 13 a Vodičkovy ulice 23, a dvorní fasádou je orientovaný do kouta Františkánské zahrady. V letech 1884–1886 jej postavil stavitel Fuchs podle projektu architekta Achilla Wolfa. Budova je od roku 2008 chráněna jako kulturní památka.

## Dějiny
Městiště domu po založení a vytyčení Nového Města pražského zahrnovalo dvě domovní parcely, v trase pozdějších ulic Palackého a Vodičkovy.  První jménem doložený obyvatel jednoho domu byl v roce 1383 Jan Regulus a po něm pasíři Vavřinec Kulhavý a Matěj Mazanec či Mazánek. Druhý dům vlastnil od roku 1381 pekař Beneš a po něm v roce 1410 pasíř Vavřinec a další Havel Nenáhlo. Tehdy byly domy situovány v uličce pasířů (in vico cingulatorum), ještě v roce 1434 shodně s paralelní ulicí, nyní Jungmannovou. Výjimečnou velikost a situaci domu využívali ke své reprezentaci pražští patricijové, jako byl Heřman Slepotický ze Sulich a na Jažlovicích nebo novoměstský radní Antonín Krocín z Drahobejle, příbuzný staroměstského primátora Václava Krocína z Drahobejle. Označení domu U Rozýnů se vžilo podle majitele Jiřího Rozýna z Rakovníka, který dům koupil roku 1611 od Jáchyma Šťastného Šturma z Hiršfeldu. Utrakvista Rozýn musel po bělohorské bitvě uprchnout ze země a jeho majetek byl císařem zkonfiskován. Berní rula v polovině 17. století zaznamenala oproti sousedním domům odvod dvojnásobné daně, protože dům byl tak velký a jeho majitelé – jezuité od kaple Božího Těla na Dobytčím trhu – v něm provozovali výčep piva. Od nich jej koupil Jan Krotko a v roce 1779 Václav Slivka.
Stávající dům projektoval architekt Achille Wolf a realizoval stavitel Fuchs v letech 1884–1886. Dominantní poloha na křižovatce ulic Palackého, Vodičkovy a V jámě předurčila dům k pohostinským účelům. Za první republiky bylo v přízemí zavedeno lahůdkářství U Dřevy, v němž byla také vlastní pražírna kávy Julia Meinla. Provoz včetně prodeje cukrovinek pokračoval i po znárodnění až do roku 1990. Po privatizaci byly obchodní prostory v přízemí adaptovány na lékárnu a později na prodejnu konfekce.

## Architektura
Dům je trojpatrový, převážně podsklepený a krytý sedlovými střechami. Jeho nároží v patrech vyznačuje trojosý rizalit s půlválcovým arkýřem, vztyčeným na dórských sloupech, a zakončený poloviční kupolí. Nízká prosklená kupole uzavírá také tři nárožní vikýře. Dům je orientovaný diagonálně, s asymetrickým dvorním traktem do Františkánské zahrady. 
Valeně klenutý průjezd z Palackého ulice má bohaté ornamentální i figurální štukatury. Na parapetu klenutého portálku v mezipatře je novorenesanční reliéf rytíře u věže, kterým se  dům hlásí k pojmenování ze 16. století. Nad oknem je nika s barokní sochou sv. Václava, v horní části letopočet 1885 a trojúhelný fronton. V levé ose zadního příčného křídla má portál průjezdu do dvora vsazený klenák s maskaronem vousaté hlavy bojovníka. V prvním patře je na volutových konsolách nesená pavlač, podepřená litinovými sloupky. V interiérech se dochovaly štukové stropy, původní okenní rámy a ostění, dveře, skla s leptanými ornamenty, kování, mříže, zčásti mramorové schody a na chodbách terazzo.